# Arvigo
Arvigo (toponimo italiano) è una frazione di 72 abitanti del comune svizzero di Calanca, nella regione Moesa (Canton Grigioni).

## Geografia fisica
Arvigo è situato in Val Calanca, sulla sponda destra del torrente Calancasca; dista 22 km da Bellinzona e 112 km da Coira. Il punto più elevato del territorio è la cima del Piz di Campedell (2 724 m s.l.m.), che segna il confine con Osogna e Cresciano.

## Storia
Già comune autonomo che si estendeva per 17,01 km² e che nel 1980 aveva inglobato il comune soppresso di Landarenca, il 1º gennaio 2015 è stato accorpato agli altri comuni soppressi di Braggio, Cauco e Selma per formare il nuovo comune di Calanca, del quale Arvigo è il capoluogo.

## Monumenti e luoghi d'interesse

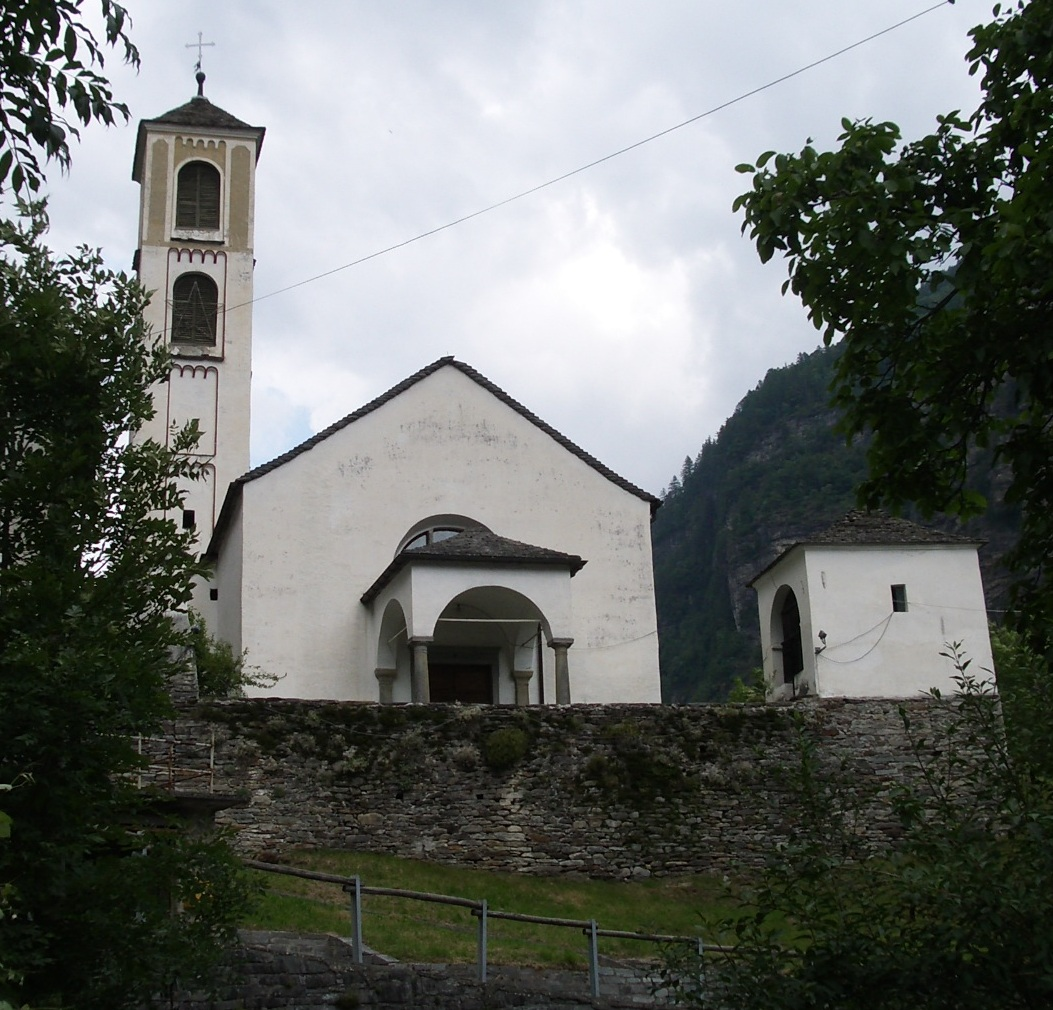
La chiesa di San Lorenzo

- Chiesa parrocchiale di San Lorenzo, attestata dal 1453 e ristrutturata nel XVII e nel XIX secolo[1];
- Ossario del XVII secolo[senza fonte];
- Cappella della Madonna Addolorata, eretta nel XVII secolo[1], edificio barocco che custodisce quattro statue lignee del XVII secolo, alcune pitture murali e arredi del 1934[senza fonte];
- Cappella di San Giovanni Nepomuceno, eretta nel 1710 circa[1], ad aula[senza fonte];
- Palazzo del Pretorio (ufficio e tribunale di circolo), eretto alla metà del XIX secolo[senza fonte].

## Società

### Evoluzione demografica
L'evoluzione demografica è riportata nella seguente tabella (dal 2000 con Landarenca):
Abitanti censiti

## Economia
Ad Arvigo dal 1920 si sviluppò l'attività estrattiva delle cave di beola e granito.

## Infrastrutture e trasporti
L'uscita autostradale più vicina è Roveredo, sulla A13/E43 (11 km), mentre la stazione ferroviaria di Grono, in disuso, dista 10 km.